# Pembroke Dock
Pembroke Dock (kymriska: Doc Penfro) är en stad och community i Wales i Storbritannien. Den grundades 1814. I staden finns en hamn där Irish Ferries har en färjelinje till Rosslare. Vid folkräkningen 2011 hade såväl tätorten Pembroke Dock som communityn 9 753 invånare.
Närmaste grannstad är Pembroke som ligger cirka 3 km sydöst från Pembroke Dock. 